# Теплота фазового переходу
Теплотá фáзового перехóду — кількість теплоти, яку необхідно передати речовині (або відвести від неї) при рівноважному ізобарно-ізотермічному переході речовини з однієї фази в іншу (фазовому переході I роду — кипінні, плавленні, кристалізації, поліморфному перетворенні тощо).
Для фазових переходів II роду теплота фазового переходу дорівнює нулю.
Рівноважний фазовий перехід при даному тиску відбувається при постійній температурі — температурі фазового переходу. Теплота фазового переходу дорівнює добутку температури фазового переходу на різницю ентропій в двох фазах, між якими відбувається перехід.
Розрізняють питому і мольну теплоту фазового переходу, віднесені відповідно до 1 кг і 1 молю речовини.